# 哈維·福萊柴爾
哈維·福萊柴爾（英語：Harvey Fletcher，1884年9月11日—1981年7月23日）是一位美国的物理学家，因发明了2-A 听力计和早期电子助聽器而被称作“立體聲”之父。
另外，他是羅伯特·密立根油滴實驗的主要操作者。